# Głowy pełne gwiazd
Głowy pełne gwiazd – polski film wojenny z 1974 roku w reżyserii Janusza Kondratiuka. Zdjęcia kręcono w Czerwińsku nad Wisłą.

## Fabuła
Akcja toczy się wiosną 1944 w małym miasteczku na Kresach. Jury będący alumnem, dostrzegając kolumny wojska na jezdni, ucieka z klasztoru. Drzemiącego w pobliżu rzeki zauważa kradnący kury Włodek. Obaj pojawiają się w sennym, wyludnionym miasteczku, którego centralnym obiektem jest drewniana, niesłychanie barwnie wymalowana stodoła. Jest ona siedzibą kina Świt. Jury i Włodek rozglądają się po opuszczonym wnętrzu, w którym jakiś czas temu Włodek był jeszcze zatrudniony. Bekiesińska, która jest właścicielką kina, cieszy się z powrotu Włodka i proponuje aby wraz z Jurym zajął się obsługą projektorów filmowych.

## Obsada
- Witold Goliński – Jury
- Włodzimierz Preyss – Włodek
- Danuta Rinn – Bekiesińska
- Maria Baster – Krysia, córka Bekiesińskiej
- Zdzisław Maklakiewicz – ksiądz kapelan